# El capità Nemo i la ciutat submergida
El capità Nemo i la ciutat submergida és una pel·lícula britànica de 1969 dirigida per James H. Hill i protagonitzada per Robert Ryan, Chuck Connors i Nanette Newman. Presenta el personatge del capità Nemo i el seu submarí Nautilus, inspirat en la novel·la de Jules Verne de 1870 Vint mil llegües de viatge submarí. Va ser escrita per Pip i Jane Baker.

## Argument
El submarí Nautilus del capità Nemo rescata passatgers que s'ofeguen i els porta a una ciutat submarina, Templemer (es pronuncia Temple-Meer), on els diuen que hi es quedaran per sempre. Entre aquests supervivents es troben els germans lladres Barnaby i Swallow Bath, el covard Lomax, Helena Beckett i el seu fill, i el senador Robert Fraser.
En Nemo els porta a fer una excursió de submarinisme per la ciutat, però en Lomax intenta robar un equip de busseig per escapar, però és enxampat. En Fraser sembla captivat per una actuació musical que ofereix la professora de natació de la ciutat, Mala, cosa que en Joab, el segon al comandament d'en Nemo, nota.
Joab mostra als germans Bath com la ciutat produeix oxigen i aigua dolça i, com a subproducte, or, que fins i tot és llençat. Joab els informa que ningú ha pogut mai escapar de Templemer. Lomax ho intenta utilitzant la màquina d'oxigen per trencar la cúpula de la ciutat, però només aconsegueix inundar la sala de control de la màquina, suïcidant-se en el procés. Mentre això passa, els germans Bath fugen cap a la Zona Prohibida on descobreixen un segon submarí, el Nautilus II. Veient-lo com el seu mitjà d'escapament, els germans recluten a Fraser perquè els ajudi.
Fraser aprèn a controlar el submarí. Durant l'entrenament, xoquen i maten a Mobula, una enorme criatura semblant a una rajada creada accidentalment durant la construcció de la ciutat. Fraser diu a Nemo que marxi, ja que intenta tallar el subministrament d'armes a la Guerra Civil Americana. Nemo s'hi nega i ofereix a Fraser un lloc a Templemer. Això fa enfadar a Joab, que ajuda a Fraser i els Baths a robar el Nautilus II, amb la condició que marxin sense vessament de sang i permetin a la tripulació tornar amb el submarí intacte.
Aconsegueixen agafar el submarí i Nemo els segueix amb el seu. Nemo els adverteix que hi ha un problema als motors del Nautilus II, cosa que significa que podria explotar. La persecució és breu. Incapaç d'igualar la velocitat del submarí que s'escapa, Nemo fa que el Nautilus I s'allunyi per intentar "passar per sota l'escull". Confós perquè els seus perseguidors aparentment s'han rendit, Fraser pregunta al primer oficial del Nautilus II si hi ha "un camí més curt", i li respon que "sí, n'hi ha", però que "aquest submarí és massa gran!".
Fraser, desesperat, dóna ordres per a una "velocitat de col·lisió ". A mesura que el submarí augmenta per flanquejar, una explosió fa que els motors fallin i, fora de control, xoquen contra un escull abans d'aturar-se mentre encara està submergit. La tripulació juntament amb Fraser i els Baths es posen l'equip de busseig i intenten escapar del submarí que ara s'inunda, però Barnaby entra en pànic i s'ofega.
El Nautilus I  s'acosta a les restes del naufragi just a temps per ser colpejat violentament quan el submarí més gran explota; Joab és electrocutat en ser llançat contra un panell de control. Mortalment ferit, confessa a Nemo que va ajudar a Fraser a escapar. Helena Beckett admet que sabia de l'intent i que ella i el seu fill van decidir quedar-se. Mala llegeix a Nemo una carta que Fraser va deixar, en què agraeix a Nemo per oferir-li un lloc en el futur de la ciutat, però que ell no pot acceptar, ja que creu en la seva missió i en el "procés més lent i dolorós" cap a la pau.
La pel·lícula acaba quan el Nautilus torna cap a Templemer. A la superfície, es veu una petita goleta recollint dos homes al mig de l'oceà, lluny de terra o de qualsevol rastre de restes del submarí. Fraser i Swallow Bath, embolicats amb mantes, són embarcats, i mentre la goleta es prepara per salpar, Fraser descobreix que el seu company ha amagat un cullerot d'or sota l'abric. Tots dos intercanvien somriures tristos, i Fraser el llença al mar.

## Repartiment
- Robert Ryan com el capità Nemo
- Chuck Connors com el senador Robert Fraser
- Nanette Newman com a Helena Beckett
- Luciana Paluzzi com a Mala
- John Turner com a Joab
- Bill Fraser com a Barnaby Bath
- Kenneth Connor com a Swallow Bath
- Allan Cuthbertson com a Lomax
- Christopher Hartstone com a Phillip Beckett
- Ian Ramsey com a Adam
- John J. Moore com a Skipper (com a John Moore)
- Anthony Bailey com a mariner
- Alan Barry com a mariner
- Vincent Harding com a primer oficial de navegació

## Producció
La pel·lícula es va produir amb un pressupost d'1,5 milions de dòlars americans. Va sorgir d'una idea que va conduir a la fallida pel·lícula de Roger Corman , "Captain Nemo and the Floating City", basada en una combinació de dues històries de Jules Verne. Tot i que aquesta pel·lícula mai va passar de la fase de planificació, el productor de la MGM, Steven Pallos, va aconseguir recrear el projecte després de llegir una sèrie d'articles inspiradors sobre els experiments de Jacques Cousteau amb hàbitats marins profunds, i la paraula "floating" es va canviar per "underwater". La pel·lícula es va inspirar en gran manera en el suposat encant de l'època victoriana, després d'un acord entre el director i els guionistes per produir una atmosfera d'evasió popular, més l'essència de La volta al món en vuitanta dies de Michael Todd que de 20.000 llegües de viatge submarí de Disney.